# Chloroclystis perspecta
Chloroclystis perspecta là một loài bướm đêm trong họ Geometridae.